# نفت خام ترش
نفت خام ترش به نفت خامی گفته می‌شود که مقدار گوگرد آن بیشتر از نیم درصد باشد. در نقطه مقابل نفتی که کمتر از نیم درصد گوگرد داشته باشد به نفت شیرین معروف است.
نفت‌های ترش ممکن است سمی  و دارای خاصیت فرسایندگی باشند به ویژه اگر میزان بالایی از سولفید هیدروژن در آنها وجود داشته باشد به همین دلیل  قبل از بارگیری نفت ترش در نفتکش‌ها بایستی سولفید هیدروژن آنها زدوده شود. از آنجا که هزینه استحصال فراوردهای نفتی کم‌گوگرد مثل بنزین از نفت‌های ترش بیشتر است عموما از آنها برای تولید فراورده‌های نفتی سنگینتر همچون گازوئیل و نفت کوره استفاده می‌شود. این موضوع باعث می‌شود تا نفت‌های ترش قیمت پایینتری از نفت‌های شیرین داشته باشند. 
ریشه اصطلاح‌های ترش و شیرین به قرن نوزدهم می‌رسد. در آن زمان برای تشخیص مرغوبیت نفت مقدار کمی از آن را مزه می‌کردند و چون نفت‌های کم‌گوگرد مزه‌ای نسبتا شیرین و مطبوع داشتند به نفت شیرین معروف شده و نفت های دارای گوگرد بالا که مزه نامطبوعی داشتند به نفت ترش معروف شدند.
نفت‌های وست تگزاس اینترمیدیت و برنت که به عنوان مرجع قیمت‌گذاری نفت در در سطح بین‌المللی محسوب می‌شوند هر دو نفت‌های سبک و شیرین هستند. در بین نفت‌هایی که به عنوان شاخص قیمت نفت در نظر گرفته می‌شوند، نفت خام دبی و نفت خام عمان از نوع نفت ترش هستند.